# Рошу (Сучава)
Рошу (рум. Roșu) насеље је у Румунији у округу Сучава у општини Ватра Дорнеј. Oпштина се налази на надморској висини од 802 m.

## Становништво
Према подацима из 2002. године у насељу је живело 491 становника, од којих су сви румунске националности.